# Wały (powiat szczycieński)
Wały (niem. Wallen) – wieś w Polsce położona w województwie warmińsko-mazurskim, w powiecie szczycieńskim, w gminie Szczytno. 
W latach 1975–1998 miejscowość należała administracyjnie do województwa olsztyńskiego.
Wieś założona w 1788 roku na miejscu dawnej osady leśnej, w ramach osadnictwa szkatułowego. Zachowało się kilka budynków drewnianych z końca XIX w.